# Nils Carl Gustaf Fersen Gyldenstolpe
Nils Carl Gustaf Fersen Gyldenstolpe (30 de septiembre de 1886 - 10 de abril de 1961) fue un explorador, zoólogo y ornitólogo sueco.

## Biografía
Nació en la provincia sueca central de Jämtland y visitó la Laponia sueca entre 1906 y 1909, con un interés ornitológico. Participó de la expedición del Dr. Paul Rosenius al sur de Argelia. También visitó Tailandia entre 1911 a 1912; llegado a Bangkok, en noviembre de 1911, en calidad de miembro de la delegación representante a la Corte de Suecia en la coronación de H. S. M. Rey Maha Vajiravudh (Rama VI). Y, a la península Malaya de 1914 a 1915. En ese intermedio cursó sus estudios en la Universidad de Upsala y en 1914 comenzó a trabajar bajo la dirección del Prof. Einar Lönnberg en el Departamento de Vertebrados del Museo Sueco de Historia Natural, en Estocolmo, donde permaneció toda su vida. En 1920 participó de una expedición al África central, donde colectó invertebrados, principalmente aves, en el Congo Belga, Uganda y Kenia, retornando en 1921. En 1924 obtuvo su graduación Ph.D. en la Universidad de Lund, con una tesis sobre la colección de aves del África central y oriental. Una última expedición lo llevó en 1951 a Nueva Guinea, que siempre había soñado en explorar ornitológicamente.
El principal interés de Gyldenstolpe era la taxonomía y tuvo mucho éxito en conseguir grandes colecciones de aves para su museo, sea a través de expediciones propias o empleando colectores profesionales que enviaba a áreas seleccionadas, principalmente América del Sur: oeste de Brasil y norte de Bolivia. La cantidad de material ornitológico que enriqueció el museo de Estocolmo, fue cuidadosamente descrito por Gyldenstolpe, lo que resultó en una serie de libros y publicaciones, principalmente sobre aves sudamericanas, el único continente que no visitó personalmente.

## Algunas publicaciones
- nils Gyldenstolpe. Birds collected by the Swedish zoological expedition to Siam 1911-1912. Uppsala. Almqvist & Wiksells Boktrykeri, 1913.

- -----------------------. Zoological results of the Swedish Zoological Expeditions to Siam 1911-1912 & 1914-1915. Tukholma. Almqvist & Wiksells Boktryckeri. 1916.

- -----------------------. Birds. Volume 1; Volume 3 of Kungl. Svenska vetenskapsakademiens handlingar 1 y 3. Swedish Zoological Expedition to Central Africa. Publicó Almqvist & Wiksells boktr. 326 p. 1924

- -----------------------. Types of Birds in the Royal Natural History Museum in Stockholm. Tukholma. Almqvist & Wiksells Boktryckeri, 1926.

- -----------------------. Notes on ant wrens allied to Myrmotherula surinamensis Gmelin, together with the descriptions of two new forms. Tukholma. Almqvist & Wiksells Boktryckeri, 1930.

- -----------------------. On a new spine-tail from east Ecuador together with some notes on the forms of the Synallaxis rutilana-group. Tukholma. Almqvist & Wiksell, 164 p. 1930.

- -----------------------. A manual of Neotropical sigmodont rodents. Tukholma. Almqvist & Wiksells boktryckeri Ab, 1932.

- -----------------------. A remarkable new flycatcher from Madagascar. Uppsala. 1933.

- -----------------------. The Bird Fauna of Rio Juruá in Western Brazil. Handlingar 22 (3)(Kungliga Svenska vetenskapsakademien) Publicó Almqvist & Wiksells boktryckeri ab, 338 p. 1945.

- -----------------------. Orort land : en forskningsresa till Nya Guinea. Tukholma. Wahlström & Wilstrand, 196 p. 1953.

- -----------------------. Birds II. Reimpreso de BiblioLife, 174 p. ISBN 1355170613, ISBN 9781355170617 2016

## Honores

### Membresías
Fue miembro honorario de asociaciones ornitológicas de diversos países, entre las cuales la Unión Británica de Ornitología, en 1944.

### Eponimia
Nils Gyldenstolpe es homenajeado en el nombre científico de varias especies:
- El ave picoguadaña de Tupana, Campylorhamphus gyldenstolpei;
- Los insectos Hestiasula gyldenstolpei, Aethalopteryx gyldenstolpei, Miomantis gyldenstolpei, Lechriolepis gyldenstolpei y Austrolimnophila gyldenstolpei ;
- El anfibio Limnonectes gyldenstolpei;
- El réptil Isopachys gyldenstolpei.

## Abreviatura (zoología)
La abreviatura Gyldenstolpe  se emplea para indicar a Nils Carl Gustaf Fersen Gyldenstolpe como autoridad en la descripción y taxonomía en zoología.

## Enlaces
- Wikispecies tiene un artículo sobre Nils Carl Gustaf Fersen Gyldenstolpe.

- Datos: Q1992288
- Especies: Nils Carl Gustaf Fersen Gyldenstolpe